# Cosenza
Cosenza – miasto i gmina we Włoszech, w regionie Kalabria, w prowincji Cosenza. Przez miasto przepływa rzeka Crati.
Według danych na rok 2004 gminę zamieszkiwały 71 792 osoby, 1940,3 os./km².

## Historia
Starożytna Consentia była stolicą plemienia Brucjów.
Miasto osiągnęło większe znaczenie za panowania Oktawiana Augusta dzięki położeniu przy Via Popillia.
Według legendy w pobliżu miasta, znajduje się grób Alaryka, króla Wizygotów, zmarłego w 410 roku i  pochowanego w korycie rzeki Busento wraz ze skarbami zrabowanymi w Rzymie.
Cosenza należała później do Bizancjum, które broniło Kalabrii przed Longobardami. Miasto było niszczone przez najazdy Saracenów i Longobardów.
W I połowie XI w. Cosenza stała się stolicą księstwa Normanów.

## Współpraca
- Kenosha, Stany Zjednoczone
- Lansing, Stany Zjednoczone
- Sault Ste. Marie, Kanada